# Heinrich Rondi
Heinrich Rondi  (Düsseldorf, 19 de juny de 1877 – 10 de novembre de 1948) va ser un aixecador de peses i lluitador alemany que va competir a començaments del segle xx.
El 1906 va prendre part en els Jocs Intercalats d'Atenes, on disputà dues proves del programa d'halterofília, la d'estirar la corda i una de lluita. Va guanyar la medalla d'or en el joc d'estirar la corda i la de bronze en aixecament a dues mans. En l'aixecament a una mà fou sisè i en la de lluita, pes pesant quart.
El 1906 es proclamà campió d'Europa de lluita i el 1907 fou subcampió del món, sempre en categoria de pes superior a 85 kg.